# الشركة الوطنية لعجين الحلفاء والورق
الشركة الوطنية لعجين الحلفاء والورق  هي منشأة عمومية صنف M تخضع إلى إشراف وزارة الصناعة والمؤسسات الصغرى والمتوسطة
تعتبر الشركة الوطنية لعجين الحلفاء والورق أهم قطب تنموي بجهة القصرين، حيث ما فتئت منذ إحداثها في لعب دور اقتصادي واجتماعي محوري هذا إضافة إلى دورها الإستراتيجي والمتمثل في توفير الورق المعد لصناعة الكتاب والكراس المدرسي.

## التاريخ
تأسست الشركة الوطنية لعجين الحلفاء والورق سنة 1980 بإدماج الشركتين المكونتين للمركب الصناعي بالقصرين وهما الشركة الوطنية التونسية للسيليلوز(SNTC) التي أنشأت سنة 1956 لتصنيع عجين نبتة الحلفاء والتي تغطي مساحة كبيرة من مدينة القصرين والمدن المجاورة، والشركة التونسية لورق الحلفاء (STPA) التي أنشأت سنة 1968 لصناعة ورق الطباعة والكتابة.

## المهام
ويتركز نشاط الشركة  على إنتاج:
عجين الحلفاء:
تقدر الطاقة الإنتاجية لوحدة صنع عجين الحلفاء بـــ  12000 طن سنويا. و ترتبط الطاقة الإنتاجية لمصنع العجين بقدرة الشركة اقتناء الكميات الضرورية من مادة الحلفاء ووضعية معدات الإنتاج وطلبات الحرفاء . وشهد نشاط صنع عجين الحلفاء تراجعا كبيرا منذ سنة 2008 نتيجة توجه الحريف الأساسي للشركة لاقتناء عجائن بديلة بأقل كلفة.
وتقوم الشركة بتصدير إنتاجها من عجين الحلفاء حيث  يستعمل في صناعة ورق السجائر، ورق الترشيح، الورق العازل (عازل كهربائي )  .
و يبرز الجدول التالي أصناف عجين الحلفاء :
| الصنف         | الوزن (غ/م²)   | التعبئة                | الطاقة الإنتاجية القصوى لمصنع عجين الحلفاء |
| عجين مبيض     | من 450 إلى 700 | Balle de 150 à 200 kgs | 12000 طن سنويا                             |
| عجين غير مبيض | من 500 إلى 700 | Balle de 150 à 200 kgs | 12000 طن سنويا                             |

ويعتبر عجين الحلفاء ذو جودة عالية  مقارنة بالألياف القصيرة الأخرى وذلك  بفضل تركيبته التي تمنحه خصائص مميزة ونذكر منها:
- الخصائص الميكانيكية للمقاومة.
- الخصائص البصرية.
- الخصائص التكوينية( الوزن، الكثافة، القدرة على نقل الضوء بصفة متجانسة ونفاذية الهواء والسائل)

الورق:
تقوم الشركة بصناعة الورق المعد للكتابة والطباعة. وتقدر الطاقة الإنتاجية القصوى للشركة بـــــ 26000 طن سنويا. ويعتبر نشاط صناعة الورق مجال إستراتيجي باعتبار وان الشركة توفر 11500 طن من الورق المعد لصناعة الكتاب والكراس المدرسي.
و يبين الجدول التالي أصناف الورق الذي تنتجه الشركة:
| الصنف                 | الوزن (غ/م2)  |
| ورق أفسات أبيض        | من 55 إلى 180 |
| ورق أفسات ألوان       | من 55 إلى 180 |
| ورق ملفات أبيض وألوان | 180           |
| ورق رسم أبيض          | 80, 90 و 180  |

المواد الكيماوية:
تنتج الشركة المواد الكيماوية التالية:
- الصودا،
- الكلور،
- الحامض الكلوريدركي،

يتم تخصيص جزء من المواد الكيماوية لتلبية احتياجات وحدة تصنيع عجين الحلفاء ووحدة صنع الورق يتم تسويق الجزء المتبقي بالسوق المحلية .    
ويبرز الجدول التالي منتوجات الشركة وطاقتها الإنتاجية القصوى بخصوص المواد الكيماوية:
| المنتوج            | تركيز(%) | الطاقة الإنتاجية | الحاجيات الداخلية للشركة (*) | فائض الإنتاج المعد للتسويق |
| الحامض الكلوردريكي | 32% ± 1  | 1900             | 500                          | 1400                       |
| الصودا السائلة     | 32% ± 1  | 7430             | 4200                         | 3230                       |
| الكلور             | 99.5 %   | 6600             | 2100                         | 4500                       |

(*) الحاجيات الداخلية للشركة من المواد الكيماوية عند تشغيل مختلف وحدات الإنتاج بطاقتها الإنتاجية القصوى.
المهام الرئيسية للشركة هي:
- تجميع 000 40 طن من نبات الحلفاء من أربع ولايات وهي القصرين، قفصة، سيدي بوزيد والقيروان.
- إنتاج 000 12 طن من عجين الحلفاء يصدر إلى بلدان أوروبا وآسيا والولايات المتحدة الأمريكية.
- إنتاج 500 6 طن من الصودا و 500 5 طن من الكلور الغازي الذي يتم تحويله إلى الكلور السائل وحامض الكلوريدريكي جزء منه مخصص لتلبية احتياجات وحدة تصنيع عجين الحلفاء والجزء الثاني يسوق محليا.
- إنتاج 000 25 طن من ورق الطباعة والكتابة:
  - ورق افسات أبيض (من 55 إلى 180 غرام بالمتر المربّع ).
  - ورق افسات ملون (من 55 إلى 180 غرام بالمتر المربّع ).
  - ورق ملفات أبيض وملون (180غرام).
  - ورق رسم أبيض ( 80، 90 و 180 غرام بالمتر المربّع).

## الأثر البيئي
تعرف الشركة بتصريفها للمواد الملوثة، سواء أكانت في الهواء أو في القنوات المائية، وقد لوحظ ذلك عدة مرات بعد عمليات التصريف التي تقوم بها والتي تحتوي أساسا على الزئبق المصنف كضار بالصحة.

تستخدم الشركة الكلور لتبييض عجين الورق، وتحتاج هذه العملية وحدة تحليل كهربائي والتي تستعمل الزئبق كمهبط، ولذلك يتم إطلاق كميات كبيرة من الزئبق في مياه الصرف الصحي أو الغلاف الجوي حيث يتم فقدان أكثر من أربعة أطنان سنويا من قبل وحدة إنتاج الكلور، وتم ملاحظة زيادة حجم النفايات في القنوات المائية كثيرا، يعني ارتفاع أكثر من 375 مرة من معايير الاتحاد الأوروبي 82/176/CEE، وبالتالي فإن خطر تلوث المياه الجوفية عالي جدا.

إلى جانب التلوث بالزئبق، هناك أيضا انبعاثات تلوثية قوية من المواد الكيميائية المختلفة، حيث تقوم الشركة بصب مالا يقل عن 800 7 متر مكعب من مخلفات الصودا والكلور في القنوات المائية، تهدد أكبر طبقة مياه جوفية في تونس تقع تحت أراضي القصرين. الأضرار الناجمة عن مياه الصرف الصحي تغطي مساحة مائة كيلومتر حول المدينة، حيث هلكت قطعان بأكملها من الأغنام بعد شربها مياه من القنوات المائية والبساتين.

إلى جانب تلوث المياه الجوفية، تضاف العواقب الوخيمة الناجمة عن تلوث الهواء على صحة سكان القصرين، حيث تقع الشركة في منطقة سكنية، حيث أنه ليس من غير المألوف وجود سحب دخانية كثيفة فوق الأحياء السكنية ناجمة عن المصنع. ويمكن ملاحظة الأمراض المباشرة الناتجة عن المصنع حيث حوالي طفل من ستة أطفال يعاني من الربو. في 30 يونيو 2009، سكان حي الخضراء وقعوا ضحايا لتسمم بسبب انبعاث الكلور في الغلاف الجوي، حوالي 87 شخص تم نقله للمستشفى.

## روابط خارجية
- الموقع الرسمي